# أوس داوود يعقوب
أوس داوود يعقوب (ولد في22 ديسمبر 1969 في دمشق)، صحفي وباحث في الشؤون الفلسطينية ـ الصهيونية، مقيم في دمشق، عمل في صحف عربية مختلفة وله عدة مقالات ودراسات تتناول الشأن الفلسطيني السياسي والثقافي.

## عنه
ولد في دمشق عام 1969، درس الصحافة في جامعة تونس وتخرج منها بشهادة ليسانس عام 1993.
عمل في فترة الدراسة محرراً في قسم الشؤون الفلسطينية والعربية في عدد من الصحف التونسية (الوطن، الشعب، الأيام) ، وفي تحرير المنشورات السياحية والثقافية لوزارة السياحة التونسية، وعمل في الأعوام 1994-2010 مراسلا لعدة صحف عربية. عاد عام 2009 إلى دمشق واستقر فيها. يعقوب عضو الاتحاد العام للكتاب والصحفيين الفلسطينيين منذ العام 1990، وعضو اتحاد الكتاب العرب ، وقد صدر له عدة كتب ودراسات منشورة.

## كتابات
للكاتب العشرات من المقالات والدراسات والبحوث المتعلقة بالصراع العربي الفلسطيني الصهيوني، والشؤون الثقافية الفلسطينية في الكثير من المواقع الالكترونية، منها، وقد صدرت له الكتب التالية:
| العنوان                                                                          | اللغة   | الناشر               | سنة النشر | عدد الصفحات | الرقم الدولي         | المصدر               |
| -------------------------------------------------------------------------------- | ------- | -------------------- | --------- | ----------- | -------------------- | -------------------- |
| مظفر النواب، شاعر الثورات والشجن                                                 | العربية | صفحات للدراسة والنشر | 2010      | 447         | (ردمك 9789933402297) | [ 5 ] [ 6 ]          |
| أحمد مطر سيرة شاعر انتحاري                                                       | العربية | صفحات للدراسة والنشر | 2015      | 520         | (ردمك 9789933402303) | [ 7 ] [ 8 ] [ 9 ]    |
| محمود درويش، مختارات شعرية ونثرية                                                | العربية | صفحات للدراسة والنشر | 2011      | 400         | (ردمك 9789933402280) | [ 10 ] [ 11 ] [ 12 ] |
| شعراء إرهابيون !!                                                                | العربية | صفحات للدراسة والنشر | 2010      | 296         | (ردمك 9789933402372) | [ 13 ] [ 14 ] [ 15 ] |
| ديوان القدس (من أجمل ما قيل من أشعار في مدينة القدس الشريف)                      | العربية | صفحات للجراسة والنشر | 2009      | 214         | (ردمك 9789933402273) | [ 16 ] [ 17 ] [ 18 ] |
| غسان كنفاني .. الشاهد والشهيد فصول من سيرته الإعلامية والسياسية                  | العربية | مجلة فكر             | 2011      | 140         | لا يوجد              | [ 19 ] [ 20 ]        |
| الإعلامي والفنان الفلسطيني داوود يعقوب (فارس يواصل الرحيل في ذكرى رحيله العشرين) | العربية | صفحات للدراسة والنشر | 2007      | 144         | لا يوجد              | [ 21 ]               |